# Elysia crispata
Elysia crispata Mørch, 1863 è un mollusco sacoglosso appartenente alla famiglia Plakobranchidae.

## Descrizione
Colpisce la sua particolare forma di foglia di lattuga. È lunga circa 8 cm. Le balze sul suo corpo assorbono la luce solare per fabbricare energia grazie alle cellule delle alghe che mangia.

## Biologia
Si nutre di alghe e altre piante marine. Quando si nutre, assorbe le loro cellule, che trasformano la luce solare in energia, così le utilizza a sua volta.

## Distribuzione e habitat
Uno dei sacoglossi più comuni nel Mar dei Caraibi.